# Staňkovice (Kutná Hora-i járás)
Staňkovice település Csehországban, a Kutná Hora-i járásban. Staňkovice Úžice, Skvrňov, Rataje nad Sázavou és Uhlířské Janovice településekkel határos. Lakosainak száma 273 fő (2024. január 1.).

## Népesség
A település lakosságának változását az alábbi diagram mutatja:
| Lakosok száma | 761  | 903  | 772  | 514  | 312  | 246  | 285  | 284  | 269  | 273  |
|               | 1869 | 1890 | 1921 | 1950 | 1980 | 2001 | 2017 | 2019 | 2022 | 2024 |